# Боскореале
Боскореале (итал. Boscoreale) је насеље у Италији у округу Напуљ, региону Кампанија.
Према процени из 2011. у насељу је живело 26861 становника. Насеље се налази на надморској висини од 35 м.

## Становништво
| 1931.  | 1936.  | 1951.  | 1961.  | 1971.  | 1981.  | 1991.  | 2001.  | 2011.  |
| ------ | ------ | ------ | ------ | ------ | ------ | ------ | ------ | ------ |
| 11.200 | 12.073 | 15.341 | 17.215 | 18.741 | 24.636 | 27.310 | 27.618 | 27.457 |